# Корсаковка (Приморский край)
Корса́ковка — село в Уссурийском городском округе Приморского края. Административный центр Пушкинской территории.

## География
Село Корсаковка стоит на левом берегу реки Борисовка. Река Казачка (левый приток Борисовки) протекает севернее села примерно в 6 км.
Дорога к селу Корсаковка идёт на юго-запад от села Борисовка. Расстояние до Борисовки около 10 км, до Уссурийска около 25 км.
От Корсаковки на юго-запад идёт дорога к селу Кроуновка, на юг — к сёлам Яконовка и Пушкино, а на север — к селу Улитовка, пересекая автодорогу местного значения «Алексей-Никольское — Борисовка».

## История
Село основано в 1869 году и названо в честь наказного атамана Забайкальского казачьего войска, исследователя Дальнего Востока Михаила Семёновича Корсакова (1826—1871).

## Население
| 1884  | 1897  | 1900  | 1912  | 1915  | 2002  | 2010  |
| ----- | ----- | ----- | ----- | ----- | ----- | ----- |
| 698   | ↗1303 | ↗1408 | →1408 | ↗1456 | ↘1275 | ↗1357 |
| 2021  |       |       |       |       |       |       |
| ↘1323 |       |       |       |       |       |       |

## Улицы
| - ул. Гагарина, - ул. Кирова, - ул. Колхозная, - ул. Комсомольская, - пер. Комсомольский, - ул. Ленина, - ул. Луговая, | - ул. Новая, - пер. Озёрный, - ул. Садовая, - ул. Центральная, - ул. Школьная, - пер. Школьный. |

## Экономика
Сельскохозяйственные предприятия Уссурийского городского округа.

## Инфраструктура
В окрестностях села Корсаковка находятся детские летние оздоровительные лагеря.

## Известные уроженцы
- Кан, Лев Иванович (1904—1976) — советский деятель сельского хозяйства, Герой Социалистического Труда.